# John Mobley
John Ulysses Mobley (Chester, 10 ottobre 1973) è un ex giocatore di football americano statunitense che ha militato nel ruolo di linebacker nella National Football League (NFL).

## Biografia
Al college, Upshaw giocò a football alla  Kutztown University of Pennsylvania. Fu scelto come 15º assoluto nel Draft NFL 1996 dai Denver Broncos, giocandovi per tutta la carriera. La sua miglior stagione fu quella del 1997 in cui mise a segno 132 tackle e quattro sack, venendo inserito nella formazione ideale della stagione All-Pro. A fine anno, i Broncos raggiunsero il Super Bowl XXXII dove, a 30 secondi dal termine, Mobley deviò un passaggio di Brett Favre su una situazione di quarto down che sigillò la vittoria per 31-24 di Denver. I Broncos si confermarono campioni anche l'anno successivo contro gli Atlanta Falcons nel Super Bowl XXXIII. Mobley partì come titolare in entrambe le finali. Si ritirò in seguito a un infortunio subito in una gara della stagione 2003 contro i Baltimore Ravens.
È il cugino dell'ex giocatore della NBA Cuttino Mobley.

## Palmarès

### Franchigia
- Super Bowl : 2

Denver Broncos: Super Bowl XXXII, Super Bowl XXXIII
- American Football Conference Championship: 2

Denver Broncos: 1997, 1998

### Individuale
- First-team All-Pro: 1

1997
- PFWA All-Rookie Team - 1996

## Statistiche
| Tackle     | 634  |
| Sack       | 10,5 |
| Intercetti | 5    |